# Чаробњак из Оза (филм из 1939)
Чаробњак из Оза (енгл. The Wizard of Oz) је амерички фантастични мјузикл филм из 1939. године, снимљен по истоименом роману Френка Баума из 1900. године. Филм је првенствено режирао Виктор Флеминг, који је напустио продукцију да би преузео позицију редитеља филма Прохујало са вихором. Главне улоге тумаче Џуди Гарланд, Френк Морган, Реј Болџер, Џек Хејли, Берт Лар, Били Берк и Маргарет Хамилтон. Ноел Ленгли, Флоренс Рајерсон и Едгар Алан Вулф су потписани као сценаристи, иако су и неки други писци допринели сценарију. Партитуру је компоновао Харолд Арлен, а адаптирао Херберт Стотхарт, док је текстове песама написао Јип Харбург.
Чаробњак из Оза се прославио због употребе Техниколора, фантастичног приповедања, музичке партитуре и незаборавних ликова. Остварио је велики успех и био је номинован за шест Оскара, укључујући оног за најбољи филм, а победивши у категоријама за најбољу оригиналну песму („-Over the Rainbow}-”) и најбољу оригиналну музику. Иако је филм био довољно популаран на благајнама, није успео да оствари профит за студио Metro-Goldwyn-Mayer све до поновног објављивања 1949. године, зарадивши само 3 милиона долара уз буџет од 2,7 милиона долара, што га је чинило најскупљим остварењем овог студија у то време.
Телевизијска премијера филма 1956. године на CBS-у поново је представила Чаробњака из Оза јавности. Према америчкој Конгресној библиотеци, ово је најгледанији филм у историји филма. Године 1989. одабрала га је као један од првих 25 филмова за очување у Националном филмском регистру Сједињених Држава због „културолошког, историјског или естетског значаја”. Нашао се на другом месту на инаугурационој листи 100 најбољих филмова свих времена часописа Variety, објављеној 2022. године. Био је међу првих десет остварења на листи „50 филмова које морате погледати до 14. године” Британског филмског института и налази се на ажурираној листи „50 филмова које морате погледати до 15. године” из маја 2020. године. Чаробњак из Оза је постао извор многих цитата и референци у савременој популарној култури. Филм се често налази на листама најбољих филмова свих времена и комерцијално је најуспешнија адаптација Баумовог дела.

## Радња
Млада Дороти Гејл живи на фарми у Канзасу са својим стрицом Хенријем и тетком Ем током Велике депресије. Када Доротин керн теријер Тото угризе богату Алмиру Галч, ова добија налог шерифа којим је овлашћује да заплени и еутаназира пса. Тото бежи и враћа се Дороти, која напушта фарму да би га заштитила. Професор Марвел, пророк шарлатан, каже Дороти да се врати кући јер је тетки Ем сломила срце, и она креће баш када торнадо почне да се приближава фарми. У немогућности да уђе у закључано склониште од олује, Дороти се скрива у сеоској кући и пада у несвест док торнадо подиже кућу и баца је у непознату земљу.
Дороти се буди и дочекује је добра вештица по имену Глинда, која лебди у ружичастом мехуру и објашњава да се налази у Манчкинленду у земљи Оз, и да Манчкини славе јер је кућа слетела на Злу Вештицу Истока. Њена сестра, Зла Вештица Запада, појављује се у облачићу дима; пре него што је успела да зграби ципелице боје рубина своје покојне сестре, Глинда их магично преноси на Доротина стопала и каже јој да их задржи, пошто су моћне. Пошто Зла Вештица нема моћ у Манчкинленду, одлази у још једном облаку дима, али не пре него што каже Дороти: „Ухватићу те, лепотице моја, и твог малог пса такође!” Глинда усмерава Дороти да прати пут од жуте цигле који води до Смарагдног Града, дома чаробњака из Оза, јер би он могао знати како да јој помогне да се врати кући.
Успут, Дороти упознаје Страшило, које жели мозак; Лименог, који жели срце; и Плашљивог Лава, коме недостаје храброст. Група стиже до Смарагдног Града, упркос напорима Зле Вештице. Дороти је у почетку ускраћена аудијенција код Чаробњака од стране његовог вратара, али вратар попушта након што је чуо да их је послала Глинда, а њих четворо су одведени у Чаробњакове одаје. Чаробњак се појављује као џиновска сабласна глава и говори им да ће испунити њихове жеље ако му донесу метлу Зле Вештице.
Током њихове потраге, Дороти и Тота заробљавају летећи мајмуни и одводе их Злој Вештици, али ципелице боје рубина их штите, а Тото успева да побегне, водећи Страшило, Лименог и Плашљивог Лава у замак. Они ослобађају Дороти, али их Вештица и њени чувари прогоне. Вештица их сатера у ћошак, том приликом палећи Страшило, али када Дороти баци кофу воде на Страшило, Вештица је нехотице попрскана, због чега почиње да се топи.
Вештичини чувари са захвалношћу дају Дороти њену метлу, а њих четворо се враћају Чаробњаку, али он им говори да се врате сутра. Када Тото повуче завесу, открива се да је „Чаробњак” обичан човек који управља машинеријом која пројектује сабласну слику његовог лица. Четворо путника се суочавају са Чаробњаком, који инсистира на томе да је добар човек у души, али признаје да је варалица. Затим „испуњује” жеље тројице Доротиних пријатеља тако што им даје симболичности који симболизују да су увек имали квалитете које су тражили.
Чаробњак открива да је он, као и Дороти, из Канзаса и да је случајно стигао у Оз балоном. Затим нуди да одведе Дороти назад у Канзас са собом својим балоном, али након што Тото скочи и Дороти крене за њим, балон случајно полети само са Чаробњаком. Глинда се поново појављује у свом мехуру и говори Дороти да је увек имала моћ да се врати у Канзас користећи ципелице боје рубина, али је то морала да открије сама. Након што се у сузама опрости од својих пријатеља, Дороти прати Глиндина упутства тако што три пута лупка петама и понови речи: „Нигде није као код куће”. Пребачена је назад у Канзас, где се буди у свом кревету. О њој се брину тетка, стриц и фармери. Професор Марвел свраћа док Дороти описује Оз, говорећи фармерима и професору да су и они били тамо. Док Дороти грли Тота, она са захвалношћу узвикује: „Нигде није као код куће!”

## Улоге
| Глумац            | Улога                                                                           |
| ----------------- | ------------------------------------------------------------------------------- |
| Џуди Гарланд      | Дороти Гејл                                                                     |
| Френк Морган      | Професор Марвел / Чаробњак из Оза / вратар / кочијаш / чувар Чаробњакових врата |
| Реј Болџер        | „Ханк” / Страшило                                                               |
| Џек Хејли         | „Хикори” / Лимени                                                               |
| Берт Лар          | „Зик” / Плашљиви Лав                                                            |
| Били Берк         | Глинда                                                                          |
| Маргарет Хамилтон | госпођица Галч / Зла Вештица Запада                                             |

## Награде и номинације

### Награда Оскар
| Награда                   | Номиновани                                                 |
| Најбоља оригинална музика | Херберт Стотхарт                                           |
| Најбоља оригинална песма  | „Over the Rainbow” Музика: Харолд Арлен Текст: Јип Харбург |
| Номинације                | Номиновани                                                 |
| Најбољи филм              | Metro-Goldwyn-Mayer                                        |
| Најбоља сценографија      | Седрик Гибонс Вилијам А. Хорнинг                           |
| Најбољи визуелни ефекти   | Алберт Арнолд Гилеспи Даглас Ширер                         |

## Занимљивости
- Неке сцене са Злом Вештицом Запада су избрисане због тврдњи да је глумица Маргарет Хамилтон била „сувише застрашујућа за публику”.
- Коњи у палати Смарагдног града су били обојени желеом − сцена у којој дефилују је морала да буде снимљена „из прве” јер су се коњи лизали.
- Приликом снимања сцене у којој Зла Вештица Запада напушта Манчкинленд, дим се појавио прерано, па су покушали поново да је сниме. При другом покушају плашт Маргарет Хамилтон се запалио, а њена зелена шминка, у којој је било бакра, толико загрејала да је добила опекотине трећег степена.
- Песма „Over the Rainbow” је замало била исечена из филма јер је била предугачка.
- У сцени на пољу мака, у којем Дороти заспи, снег је био направљен од азбеста, иако се у то време већ неколико година знало да је опасан по здравље.
- Када је Џуди Гарланд снимала сцену у којој треба да ошамари Лава, толико се смејала да ју је редитељ Виктор Флеминг одвео у страну и лупио шамар. После овога је снимила сцену из прве, а он је открио да се кајао што је то урадио. Када је Џуди то чула, пришла је и пољубила га.[14]